# Samuel Moncada
Samuel Moncada (Caracas, 13 de junio de 1959) es un historiador, profesor de la Universidad Central de Venezuela, político y diplomático venezolano, que se ha desempeñado como viceministro de Relaciones Exteriores para América del Norte, como representante alterno ante la OEA, embajador de Venezuela ante la Organización de las Naciones Unidas y canciller de la República.

## Biografía
Se graduó en historia en la Universidad Central de Venezuela.
Entre 2004 y 2006, fue ministro de Educación Superior del presidente Hugo Chávez y director de la Escuela de Historia de la Universidad Central de Venezuela. Moncada fue embajador de Venezuela ante la Organización de las Naciones Unidas en 2013, de igual forma, representó a Venezuela como embajador ante el Reino Unido de Gran Bretaña e Irlanda del Norte.
Posteriormente, fue embajador de Venezuela ante el Consejo Permanente de la Organización de los Estados Americanos (OEA) y como jefe de la Comisión Presidencial ante el Movimiento de Países No Alineados.
Moncada asumió el Viceministerio para América del Norte, para luego sustituir a Delcy Rodríguez en la cancillería de Venezuela durante la elección de la Asamblea Constituyente de 2017. Una vez concluido el proceso electoral, el presidente Nicolás Maduro designó como titular de la Cancillería a Jorge Arreaza, por lo que Moncada regresó a ejercer sus funciones como Viceministro y Embajador de Venezuela ante la OEA.
Después de su designación como embajador de Venezuela ante ONU, la Sala Político Administrativa del Tribunal Supremo de Justicia en el exterior declaró nula su designación el 18 de diciembre de 2017, en la cual no se pidió la autorización de la Asamblea Nacional y fue desconocida por la misma.

### Embajador de la OEA
En enero de 2019, la Asamblea Nacional de Venezuela designó a Gustavo Tarre Briceño como representante ante la OEA, organismo internacional que no reconoce a Nicolás Maduro como presidente. El 9 de abril de 2019, la OEA votó 18 a 9, con seis abstenciones, aceptar a Tarre como embajador de Venezuela hasta que se puedan realizar nuevas elecciones presidenciales. El consejo permanente aprobó un texto que dice:
“La autoridad presidencial de Nicolás Maduro carece de legitimidad y sus designaciones para cargos gubernamentales, por lo tanto, carecen de la legitimidad necesaria”. 
Antigua y Barbuda, Bolivia, Dominica, Granada, México, San Vicente y las Granadinas, Surinam, Uruguay y Venezuela votaron en contra del cambio. El gobierno de Maduro respondió llamando a Tarre un "usurpador político". Según The Washington Post, esta aceptación socava la presencia de Maduro a nivel internacional y marca un paso en el reconocimiento oficial del gobierno de Juan Guaidó. Voz de América lo llamó un "voto histórico".